# Metallurg Nowokusnezk
Metallurg Nowokusnezk (russisch Металлург Новокузнецк) ist ein 1949 gegründeter Eishockeyklub der russischen Stadt Nowokusnezk. Die Vereinsfarben sind Schwarz und Rot. Metallurg Nowokusnezk spielt seit 2017 in der zweitklassigen Wysschaja Hockey-Liga, nachdem der Klub zwischen 2008 und 2017 der Kontinentalen Hockey-Liga angehört hatte. Die Heimspiele werden im Sportpalast der Kusnezker Metallurgen ausgetragen, der eine Kapazität für 8000 Besucher hat.

## Geschichte

Früheres Logo

Früheres Logo

Der Klub wurde 1949 als Metallurg Stalinsk gegründet. Im Zuge der Umbenennung der Stadt von Stalinsk in Nowokusnezk im Jahr 1961 änderte sich auch der Name des Eishockeyvereins. Seit der Gründung im Jahr 1949 gewann die Mannschaft in den Jahren 1964 und 1966 den Meistertitel der Klass A, 2. Gruppe sowie 1971, 1987 und 1990 den Titel der Wtoraja Liga. Mit der Gründung der Superliga wurde Metallurg Nowokusnezk 1993 in selbige aufgenommen und spielte bis zur Auflösung der Liga 2008 dort ununterbrochen. Die beste Platzierung dabei war ein vierter Platz in der Spielzeit 1999/2000.
Ab der Gründung der KHL 2008 gehörte Metallurg dieser Liga an, hatte aber regelmäßig mit finanziellen Problemen zu kämpfen und konnte zuletzt nicht mehr nur die Spielergehälter, sondern auch die Kosten für Flüge, Hotels und Energie nicht mehr bezahlen. Daher wurde der Klub im Mai 2017 aus der KHL ausgeschlossen und Metallurg entschied sich für eine Teilnahme an der zweitklassigen Wysschaja Hockey-Liga.